# ناوكي تاجيما
ناوكي تاجيما هو لاعب كرة مضرب ياباني، ولد في 21 سبتمبر 2000 في كوماموتو في اليابان.

## وصلات خارجية
- ناوكي تاجيما على موقع رابطة محترفي التنس (الإنجليزية)
- ناوكي تاجيما على موقع الاتحاد الدولي لكرة المضرب (الإنجليزية)
- ناوكي تاجيما على موقع خلاصة التنس.كوم (الإنجليزية)
- ناوكي تاجيما على موقع أوليمبيديا (الإنجليزية)